# Volley-ball (indoor) aux Jeux olympiques d'été de 2012
Pour un article plus général, voir Volley-ball aux Jeux olympiques d'été de 2012.
Navigation
Pékin 2008 Rio de Janeiro 2016
Les compétitions de volley-ball indoor aux Jeux olympiques d'été de 2012 se déroulent du 28 juillet 2012 au 12 août 2012 à Earls Court à Londres.
Il s'agit de la 13e apparition du sport aux Jeux olympiques. Douze équipes masculines et douze féminines y participent.

## Format de la compétition
Deux tournois sont organisés, une compétition masculine et une compétition féminine.
Les 12 équipes sont séparées en deux groupes de six, lesquelles disputent un round robin entre elles. Les quatre premiers de chaque groupe sont qualifiés pour la phase finale, les deux derniers sont éliminés. La phase finale consiste en quarts de finale croisés entre les groupes, demi-finales, finale pour la médaille de bronze et finale.

## Calendrier des épreuves
|  | Jours de compétition | ● | Finales |

| Calendrier des épreuves de volley-ball (indoor) aux Jeux olympiques d'été de 2012 | Calendrier des épreuves de volley-ball (indoor) aux Jeux olympiques d'été de 2012 | Calendrier des épreuves de volley-ball (indoor) aux Jeux olympiques d'été de 2012 | Calendrier des épreuves de volley-ball (indoor) aux Jeux olympiques d'été de 2012 | Calendrier des épreuves de volley-ball (indoor) aux Jeux olympiques d'été de 2012 | Calendrier des épreuves de volley-ball (indoor) aux Jeux olympiques d'été de 2012 | Calendrier des épreuves de volley-ball (indoor) aux Jeux olympiques d'été de 2012 | Calendrier des épreuves de volley-ball (indoor) aux Jeux olympiques d'été de 2012 | Calendrier des épreuves de volley-ball (indoor) aux Jeux olympiques d'été de 2012 | Calendrier des épreuves de volley-ball (indoor) aux Jeux olympiques d'été de 2012 | Calendrier des épreuves de volley-ball (indoor) aux Jeux olympiques d'été de 2012 | Calendrier des épreuves de volley-ball (indoor) aux Jeux olympiques d'été de 2012 | Calendrier des épreuves de volley-ball (indoor) aux Jeux olympiques d'été de 2012 | Calendrier des épreuves de volley-ball (indoor) aux Jeux olympiques d'été de 2012 | Calendrier des épreuves de volley-ball (indoor) aux Jeux olympiques d'été de 2012 | Calendrier des épreuves de volley-ball (indoor) aux Jeux olympiques d'été de 2012 | Calendrier des épreuves de volley-ball (indoor) aux Jeux olympiques d'été de 2012 | Calendrier des épreuves de volley-ball (indoor) aux Jeux olympiques d'été de 2012 | Calendrier des épreuves de volley-ball (indoor) aux Jeux olympiques d'été de 2012 | Calendrier des épreuves de volley-ball (indoor) aux Jeux olympiques d'été de 2012 |
| Juillet/Août 2012                                                                 | Juillet/Août 2012                                                                 | Juillet/Août 2012                                                                 | 27                                                                                | 28                                                                                | 29                                                                                | 30                                                                                | 31                                                                                | 1                                                                                 | 2                                                                                 | 3                                                                                 | 4                                                                                 | 5                                                                                 | 6                                                                                 | 7                                                                                 | 8                                                                                 | 9                                                                                 | 10                                                                                | 11                                                                                | 12                                                                                |
| --------------------------------------------------------------------------------- | --------------------------------------------------------------------------------- | --------------------------------------------------------------------------------- | --------------------------------------------------------------------------------- | --------------------------------------------------------------------------------- | --------------------------------------------------------------------------------- | --------------------------------------------------------------------------------- | --------------------------------------------------------------------------------- | --------------------------------------------------------------------------------- | --------------------------------------------------------------------------------- | --------------------------------------------------------------------------------- | --------------------------------------------------------------------------------- | --------------------------------------------------------------------------------- | --------------------------------------------------------------------------------- | --------------------------------------------------------------------------------- | --------------------------------------------------------------------------------- | --------------------------------------------------------------------------------- | --------------------------------------------------------------------------------- | --------------------------------------------------------------------------------- | --------------------------------------------------------------------------------- |
| Hommes                                                                            | Hommes                                                                            | masculin                                                                          |                                                                                   |                                                                                   |                                                                                   |                                                                                   |                                                                                   |                                                                                   |                                                                                   |                                                                                   |                                                                                   |                                                                                   |                                                                                   |                                                                                   |                                                                                   |                                                                                   |                                                                                   |                                                                                   | ●                                                                                 |
| Femmes                                                                            | Femmes                                                                            | féminin                                                                           |                                                                                   |                                                                                   |                                                                                   |                                                                                   |                                                                                   |                                                                                   |                                                                                   |                                                                                   |                                                                                   |                                                                                   |                                                                                   |                                                                                   |                                                                                   |                                                                                   |                                                                                   | ●                                                                                 |                                                                                   |
| Juillet/Août 2012                                                                 | Juillet/Août 2012                                                                 | Juillet/Août 2012                                                                 | 27                                                                                | 28                                                                                | 29                                                                                | 30                                                                                | 31                                                                                | 1                                                                                 | 2                                                                                 | 3                                                                                 | 4                                                                                 | 5                                                                                 | 6                                                                                 | 7                                                                                 | 8                                                                                 | 9                                                                                 | 10                                                                                | 11                                                                                | 12                                                                                |

## Épreuve masculine

### Qualifications
| Compétition                                         | Date                          | Lieu       | Equipes qualifiées    |
| --------------------------------------------------- | ----------------------------- | ---------- | --------------------- |
| Pays hôte                                           | Pays hôte                     | Pays hôte  | Grande-Bretagne       |
| Coupe du monde 2011                                 | 20 novembre - 4 décembre 2011 | Japon      | Russie Pologne Brésil |
| Tournoi olympique de qualification Afrique          | 17 - 21 janvier 2012          | Cameroun   | Tunisie               |
| Tournoi olympique de qualification Amérique du Nord | 7 - 12 mai 2012               | États-Unis | États-Unis            |
| Tournoi olympique de qualification Europe           | 8 - 13 mai 2012               | Bulgarie   | Italie                |
| Tournoi olympique de qualification Amérique du Sud  | 11 - 13 mai 2012              | Argentine  | Argentine             |
| Tournoi olympique de qualification Asie             | 2 - 10 juin 2012              | Japon      | Australie             |
| Tournois de qualification olympique internationaux  | 2 - 10 juin 2012              | Japon      | Serbie                |
| Tournois de qualification olympique internationaux  | 8 - 10 juin 2012              | Bulgarie   | Bulgarie              |
| Tournois de qualification olympique internationaux  | 8 - 10 juin 2012              | Allemagne  | Allemagne             |

### Compétition

#### Premier tour
|     | Groupe A        | Groupe B   |
| --- | --------------- | ---------- |
| 1er | Bulgarie        | États-Unis |
| 2e  | Pologne         | Brésil     |
| 3e  | Argentine       | Russie     |
| 4e  | Italie          | Allemagne  |
| 5e  | Australie       | Serbie     |
| 6e  | Grande-Bretagne | Tunisie    |

#### Phase finale
|  | Quarts de finale | Quarts de finale |          |          | Demi-finales           | Demi-finales           |   |  | Finale  | Finale  |
|  | Quarts de finale | Quarts de finale |          |          | Demi-finales           | Demi-finales           |   |  | Finale  | Finale  |
|  |                  |                  |          |          |                        |                        |   |  |         |         |
|  | 8 août           | 8 août           |          |          | 10 août                | 10 août                |   |  | 12 août | 12 août |
|  | 8 août           | 8 août           |          |          | 10 août                | 10 août                |   |  | 12 août | 12 août |
|  | Bulgarie         | 3                |          |          | 10 août                | 10 août                |   |  | 12 août | 12 août |
|  | Bulgarie         | 3                |          |          | 10 août                | 10 août                |   |  | 12 août | 12 août |
|  | Allemagne        | 0                |          |          | 10 août                | 10 août                |   |  | 12 août | 12 août |
|  | Allemagne        | 0                | Bulgarie | 1        |                        |                        |   |  | 12 août | 12 août |
|  | 8 août           |                  | Bulgarie | 1        |                        |                        |   |  | 12 août | 12 août |
|  |                  | Russie           | 3        |          |                        |                        |   |  | 12 août | 12 août |
|  | Pologne          | Russie           | 3        | 0        |                        |                        |   |  | 12 août | 12 août |
|  | Pologne          |                  |          | 0        |                        |                        |   |  | 12 août | 12 août |
|  | Russie           | 3                |          |          |                        |                        |   |  | 12 août | 12 août |
|  | Russie           | 3                | Russie   | 3        |                        |                        |   |  |         |         |
|  | 8 août           |                  | Russie   | 3        |                        |                        |   |  |         |         |
|  |                  | Brésil           | 2        |          |                        |                        |   |  |         |         |
|  | Argentine        | Brésil           | 2        | 0        |                        |                        |   |  |         |         |
|  | Argentine        | 10 août          |          | 0        |                        |                        |   |  |         |         |
|  | Brésil           | 3                |          |          |                        |                        |   |  |         |         |
|  | Brésil           | 3                | Brésil   | 3        |                        |                        |   |  |         |         |
|  | 8 août           | 8 août           | Brésil   | 3        | Match pour la 3e place | Match pour la 3e place |   |  |         |         |
|  | 8 août           | 8 août           |          | Italie   | Match pour la 3e place | Match pour la 3e place | 0 |  |         |         |
|  | États-Unis       | 0                | 12 août  | 12 août  |                        |                        | 0 |  |         |         |
|  | États-Unis       | 0                | 12 août  | 12 août  |                        |                        |   |  |         |         |
|  | Italie           | 3                |          | Bulgarie | 1                      |                        |   |  |         |         |
|  | Italie           | 3                |          | Bulgarie | 1                      |                        |   |  |         |         |
|  |                  |                  |          |          |                        |                        |   |  | Italie  | 3       |
|  |                  |                  |          |          |                        |                        |   |  | Italie  | 3       |

## Épreuve féminine

### Qualifications
| Compétition                                         | Date                  | Lieu      | Equipes qualifiées         |
| --------------------------------------------------- | --------------------- | --------- | -------------------------- |
| Pays hôte                                           | Pays hôte             | Pays hôte | Grande-Bretagne            |
| Coupe du monde 2011                                 | 4 - 18 novembre 2011  | Japon     | Italie États-Unis Chine    |
| Tournoi olympique de qualification Afrique          | 2 - 4 février 2012    | Algérie   | Algérie                    |
| Tournoi olympique de qualification Amérique du Nord | 29 avril - 5 mai 2012 | Mexique   | République dominicaine     |
| Tournoi olympique de qualification Europe           | 1er - 6 mai 2012      | Turquie   | Turquie                    |
| Tournoi olympique de qualification Amérique du Sud  | 9 - 13 mai 2012       | Brésil    | Brésil                     |
| Tournoi olympique de qualification Asie             | 19 - 27 mai 2012      | Japon     | Japon                      |
| Tournoi olympique de qualification international    | 19 - 27 mai 2012      | Japon     | Russie Corée du Sud Serbie |

### Compétition

#### Premier tour
|     | Groupe A         | Groupe B     |
| --- | ---------------- | ------------ |
| 1er | Russie           | États-Unis   |
| 2e  | Italie           | Chine        |
| 3e  | Japon            | Corée du Sud |
| 4e  | Rép. dominicaine | Brésil       |
| 5e  | Grande-Bretagne  | Turquie      |
| 6e  | Algérie          | Serbie       |

#### Phase finale
|  | Quarts de finale       | Quarts de finale |              |            | Demi-finales           | Demi-finales           |   |  | Finale       | Finale  |
|  | Quarts de finale       | Quarts de finale |              |            | Demi-finales           | Demi-finales           |   |  | Finale       | Finale  |
|  |                        |                  |              |            |                        |                        |   |  |              |         |
|  | 7 août                 | 7 août           |              |            | 9 août                 | 9 août                 |   |  | 11 août      | 11 août |
|  | 7 août                 | 7 août           |              |            | 9 août                 | 9 août                 |   |  | 11 août      | 11 août |
|  | Russie                 | 2                |              |            | 9 août                 | 9 août                 |   |  | 11 août      | 11 août |
|  | Russie                 | 2                |              |            | 9 août                 | 9 août                 |   |  | 11 août      | 11 août |
|  | Brésil                 | 3                |              |            | 9 août                 | 9 août                 |   |  | 11 août      | 11 août |
|  | Brésil                 | 3                | Brésil       | 3          |                        |                        |   |  | 11 août      | 11 août |
|  | 7 août                 |                  | Brésil       | 3          |                        |                        |   |  | 11 août      | 11 août |
|  |                        | Japon            | 0            |            |                        |                        |   |  | 11 août      | 11 août |
|  | Chine                  | Japon            | 0            | 2          |                        |                        |   |  | 11 août      | 11 août |
|  | Chine                  |                  |              | 2          |                        |                        |   |  | 11 août      | 11 août |
|  | Japon                  | 3                |              |            |                        |                        |   |  | 11 août      | 11 août |
|  | Japon                  | 3                | Brésil       | 3          |                        |                        |   |  |              |         |
|  | 7 août                 |                  | Brésil       | 3          |                        |                        |   |  |              |         |
|  |                        | États-Unis       | 1            |            |                        |                        |   |  |              |         |
|  | Italie                 | États-Unis       | 1            | 1          |                        |                        |   |  |              |         |
|  | Italie                 | 9 août           |              | 1          |                        |                        |   |  |              |         |
|  | Corée du Sud           | 3                |              |            |                        |                        |   |  |              |         |
|  | Corée du Sud           | 3                | Corée du Sud | 0          |                        |                        |   |  |              |         |
|  | 7 août                 | 7 août           | Corée du Sud | 0          | Match pour la 3e place | Match pour la 3e place |   |  |              |         |
|  | 7 août                 | 7 août           |              | États-Unis | Match pour la 3e place | Match pour la 3e place | 3 |  |              |         |
|  | États-Unis             | 3                | 11 août      | 11 août    |                        |                        | 3 |  |              |         |
|  | États-Unis             | 3                | 11 août      | 11 août    |                        |                        |   |  |              |         |
|  | République dominicaine | 0                |              | Japon      | 3                      |                        |   |  |              |         |
|  | République dominicaine | 0                |              | Japon      | 3                      |                        |   |  |              |         |
|  |                        |                  |              |            |                        |                        |   |  | Corée du Sud | 0       |
|  |                        |                  |              |            |                        |                        |   |  | Corée du Sud | 0       |

## Podiums
| Épreuves                 | Or | Argent | Bronze |
| ------------------------ | --- | --- | --- |
| Tournoi masculin détails | Russie Nikolay Apalikov Taras Khtey (capitaine) Sergey Grankin Serguei Tetioukine Aleksandr Sokolov Yury Berezhko Aleksandr Butko Dmitriy Muserskiy Dmitri Ilinykh Maxim Mikhaylov Aleksandr Volkov Aleksey Obmochaev | Brésil Bruno Rezende Wallace de Souza Sidão Leandro Vissotto Giba (capitaine) Murilo Endres Sérgio Santos Thiago Soares Alves Rodrigão Lucão Ricardo Garcia Dante Amaral                                             | Italie Cristian Savani (capitaine) Luigi Mastrangelo Simone Parodi Samuele Papi Michal Lasko Ivan Zaytsev Dante Boninfante Dragan Travica Alessandro Fei Emanuele Birarelli Andrea Bari Andrea Giovi |
| Tournoi féminin détails  | Brésil Fabiana Claudino (capitaine) Dani Lins Paula Pequeno Adenízia da Silva Thaísa Menezes Jaqueline Carvalho Fernanda Ferreira Tandara Caixeta Natália Pereira Sheilla Castro Fabiana de Oliveira Fernanda Garay   | États-Unis Danielle Scott-Arruda Tayyiba Haneef-Park Lindsey Berg (capitaine) Tamari Miyashiro Nicole Davis Jordan Larson Megan Hodge Christa Harmotto Logan Tom Foluke Akinradewo Courtney Thompson Destinee Hooker | Japon Hitomi Nakamichi Yoshie Takeshita Mai Yamaguchi Erika Araki (capitaine) Kaori Inoue Maiko Kano Yuko Sano Ai Otomo Risa Shinnabe Saori Sakoda Yukiko Ebata Saori Kimura                         |

## Tableau des médailles
| Rang  | Nation     | Or | Argent | Bronze | Total |
| ----- | ---------- | -- | ------ | ------ | ----- |
| 1     | Brésil     | 1  | 1      | 0      | 2     |
| 2     | Russie     | 1  | 0      | 0      | 1     |
| 3     | États-Unis | 0  | 1      | 0      | 1     |
| 4     | Italie     | 0  | 0      | 1      | 1     |
| 4     | Japon      | 0  | 0      | 1      | 1     |
| TOTAL | TOTAL      | 2  | 2      | 2      | 6     |